# Bignoux
Bignoux är en kommun i departementet Vienne i regionen Nouvelle-Aquitaine i västra Frankrike. Kommunen ligger i kantonen Saint-Julien-l'Ars som tillhör arrondissementet Poitiers. År 2022 hade Bignoux 1 083 invånare.

## Befolkningsutveckling
Antalet invånare i kommunen Bignoux
| Referens: INSEE |